# Ferdinand von Steinbeis

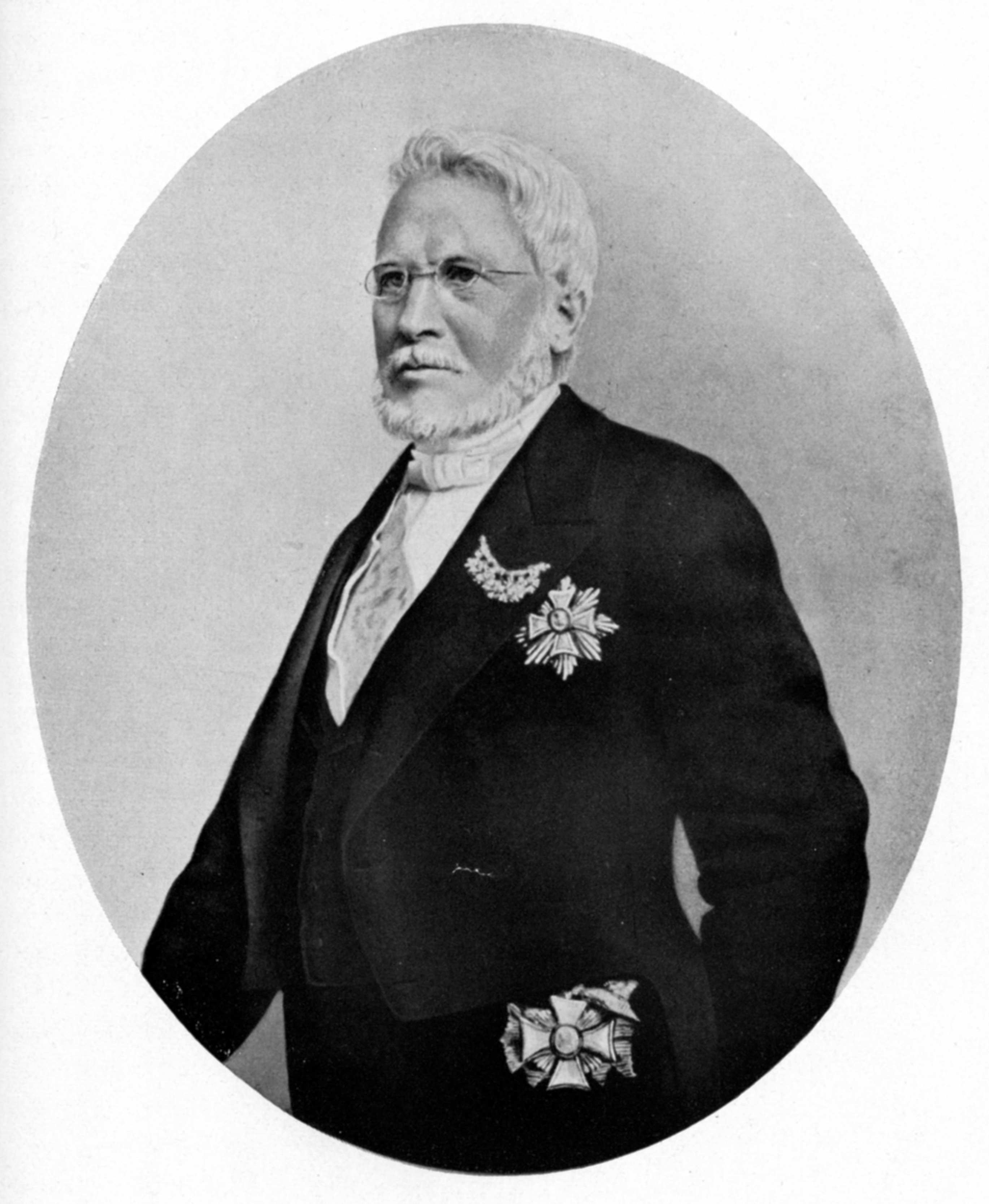
Ferdinand Steinbeis

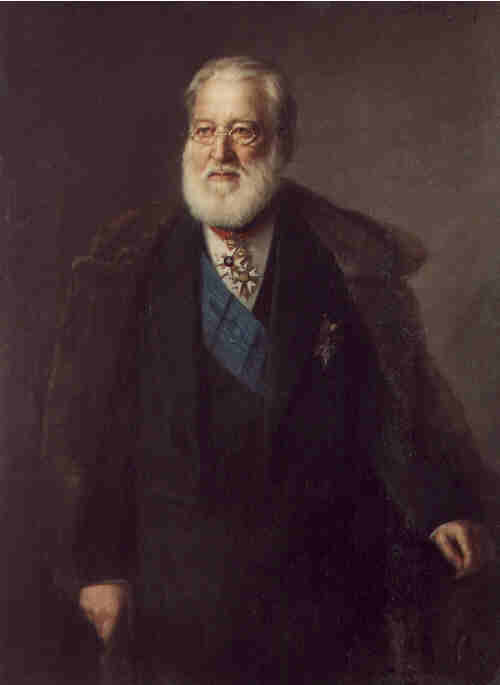
Ferdinand von Steinbeis

Ferdinand Steinbeis, ab 1855 von Steinbeis, (* 5. Mai 1807 in Ölbronn; † 7. Februar 1893 in Leipzig) war ein württembergischer Wirtschaftspolitiker und wichtiger Förderer der Industrialisierung in Württemberg.

## Herkunft

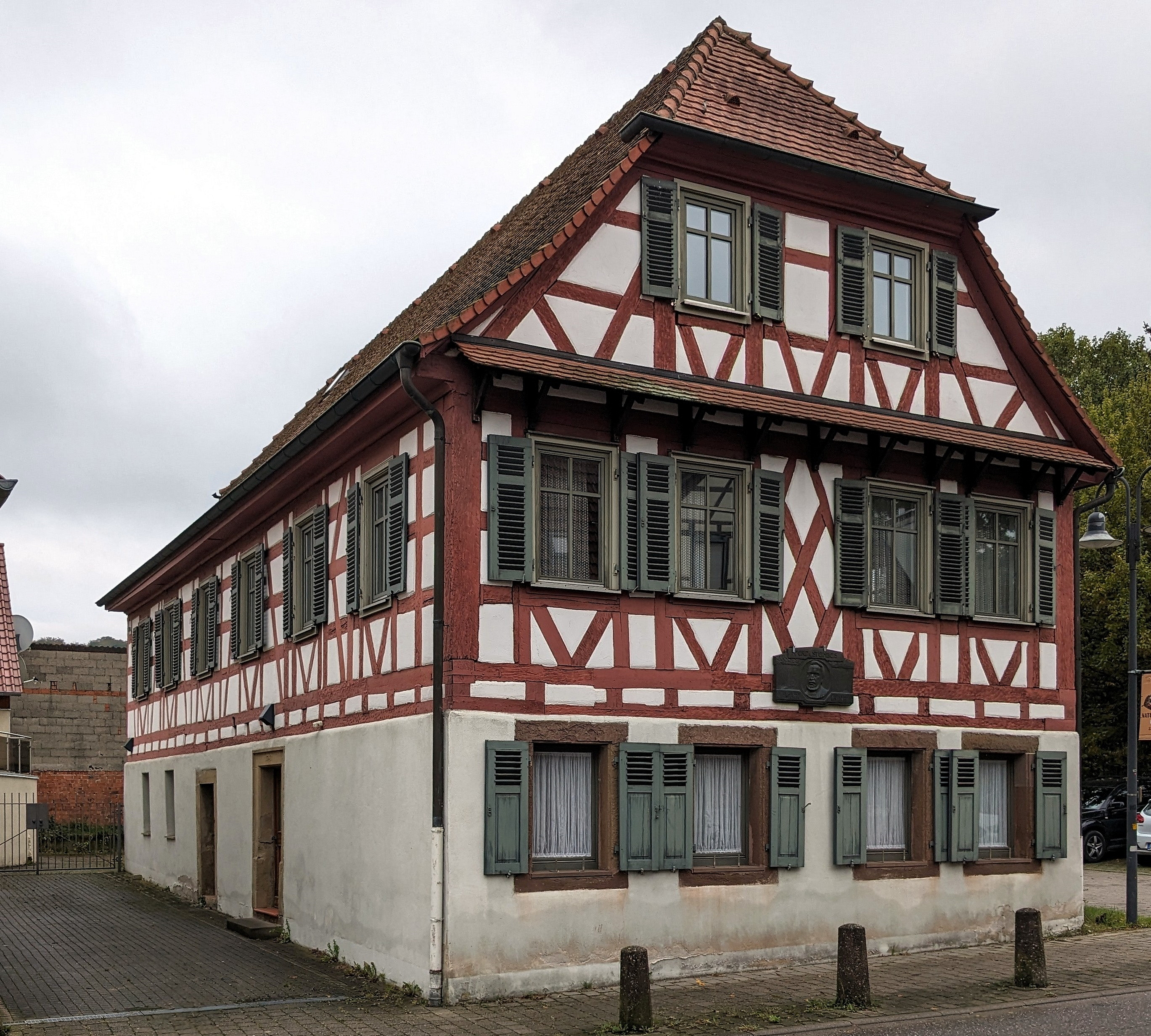
Ölbronn, Geburtshaus

Ferdinand Steinbeis war der Sohn des Pfarrers Johann Jakob Steinbeis und seiner Ehefrau Auguste Charlotte Wilhelmine Steinbeis, geb. Kerner. Sein unter Denkmalschutz stehendes Geburtshaus (ehemaliges Pfarrhaus in Ölbronn) trägt heute ein Gedenkrelief zur Erinnerung seiner Herkunft. Seine Mutter war eine Schwester des Dichters Justinus Kerner, des Publizisten Johann Georg Kerner und des württembergischen Innenministers Karl von Kerner, der als Modernisierer des Hüttenwesens in Württemberg gilt.
Der Ehe zwischen Ferdinand Steinbeis und Friederike Steinbeis, geb. Klumpp, entstammte der Unternehmer Otto von Steinbeis und die Tochter Lina. Durch deren Ehe mit Wilhelm Frommel entstand eine Verwandtschaft zur Familie Otto Frommel.

## Leben

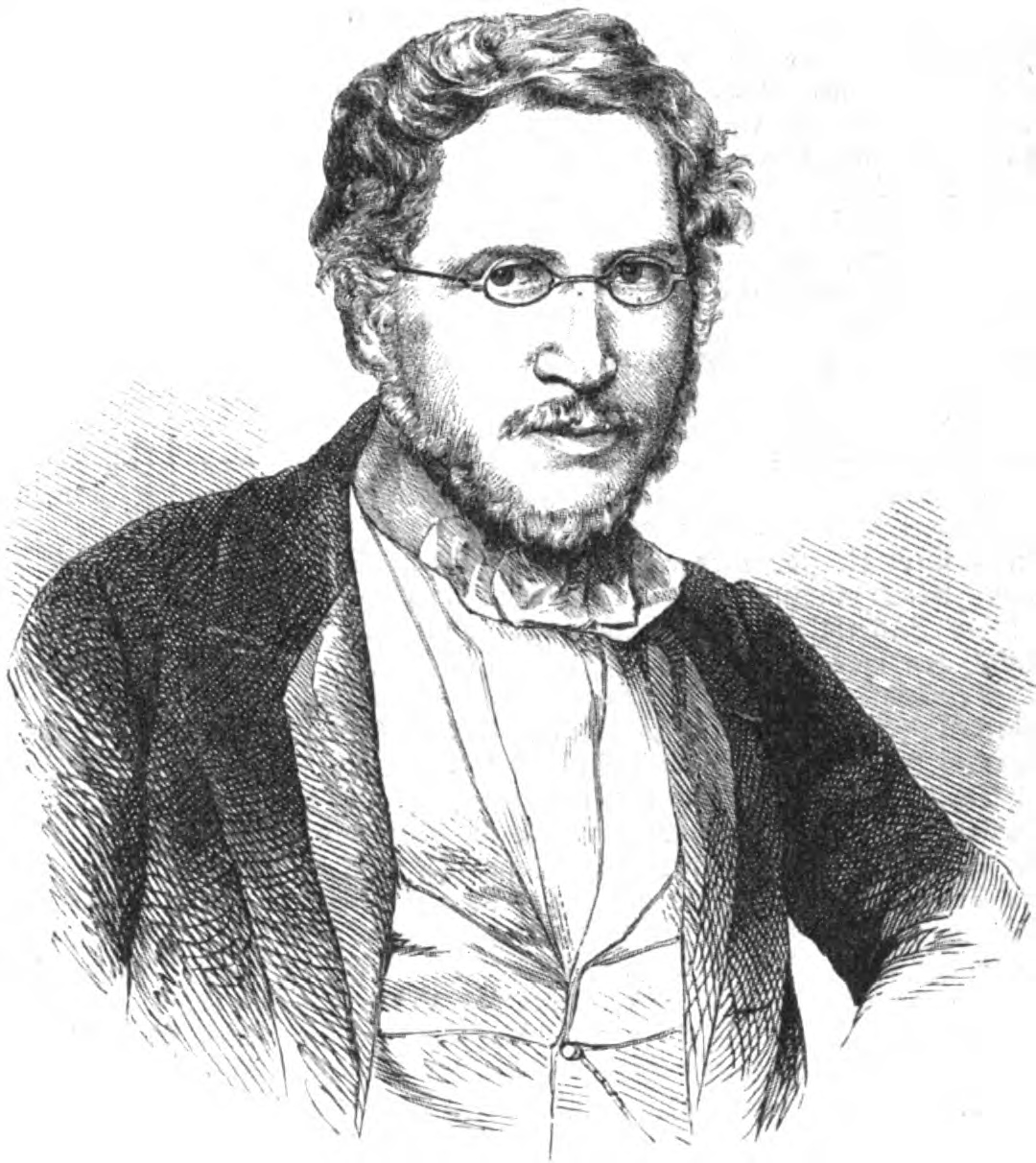
Ferdinand von Steinbeis, 1860

Ferdinand Steinbeis wuchs in Ilsfeld auf und studierte nach einer Lehre im Hüttenwerk Wasseralfingen an der Universität Tübingen Naturwissenschaften, wo er den Titel „Doktor der Philosophie“ ehrenhalber erhielt. Ab 1827 war er Hüttenschreiber bei der Königlichen Eisengießerei Ludwigsthal bei Tuttlingen und wechselte 1831 in die Dienste des Fürsten Karl Egon II. zu Fürstenberg in Donaueschingen als Leiter der Amalienhütte in Bachzimmern. 1842 wurde er Direktor der Eisenwerke Stumm in Neunkirchen (Saar).
Vom württembergischen König Wilhelm I. wurde er 1848 zum Königlich Württembergischen Regierungsrat berufen und war Leiter der Zentralstelle für Handel und Gewerbe.
Er gründete mehrere Gewerbeschulen, etwa in Reutlingen, Laichingen, Heidenheim an der Brenz, Geislingen an der Steige, Rottweil, Schwäbisch Gmünd und Heilbronn. In Zusammenarbeit mit dem Rottenburger Maler und Zeichenlehrer Franz Xaver Schwarz ist die Kunstgewerbeschule Rottenburg, erste Kunstgewerbeschule Württembergs, entstanden.
Steinbeis suchte und förderte junge Talente, so auch den späteren Automobilerfinder Gottlieb Daimler.
Seine Wirtschaftsförderungspolitik konzentrierte sich auf die dichter besiedelten Realerbengebiete am Neckar und auf der Alb. Die dünner besiedelten Randbereiche wie Hohenlohe und Oberschwaben wurden bei der Wirtschaftsförderung und der Gewerbeschulplanung ignoriert mit weitreichenden Folgen bis über das 20. Jahrhundert hinaus.
Steinbeis war von 1862 bis 1868 Abgeordneter im württembergischen Landtag von Blaubeuren. In dieser Zeit setzte er sich für die Führung der Eisenbahnstrecke Ulm – Ehingen über Blaubeuren ein und erhielt dafür die Ehrenbürgerschaft von Blaubeuren.
1878 setzte er sich gegen die Schutzzoll-Politik von Reichskanzler Otto von Bismarck zur Wehr, blieb aber erfolglos und nahm daher 1880 Abschied von seinem Regierungsamt.
Ferdinand von Steinbeis wurde in einem Ehrengrab auf dem Alten Friedhof seiner Wahlheimat Ulm beigesetzt. Steinbeis ist Namensgeber für die Steinbeis-Stiftung, die Steinbeis-Hochschule Berlin und viele Schulen und berufliche Fortbildungsstätten, vor allem in Baden-Württemberg, z. B. die Ferdinand-von-Steinbeis-Schule in Ulm und das Steinbeis-Schulzentrum in Ilsfeld.

## Ehrungen

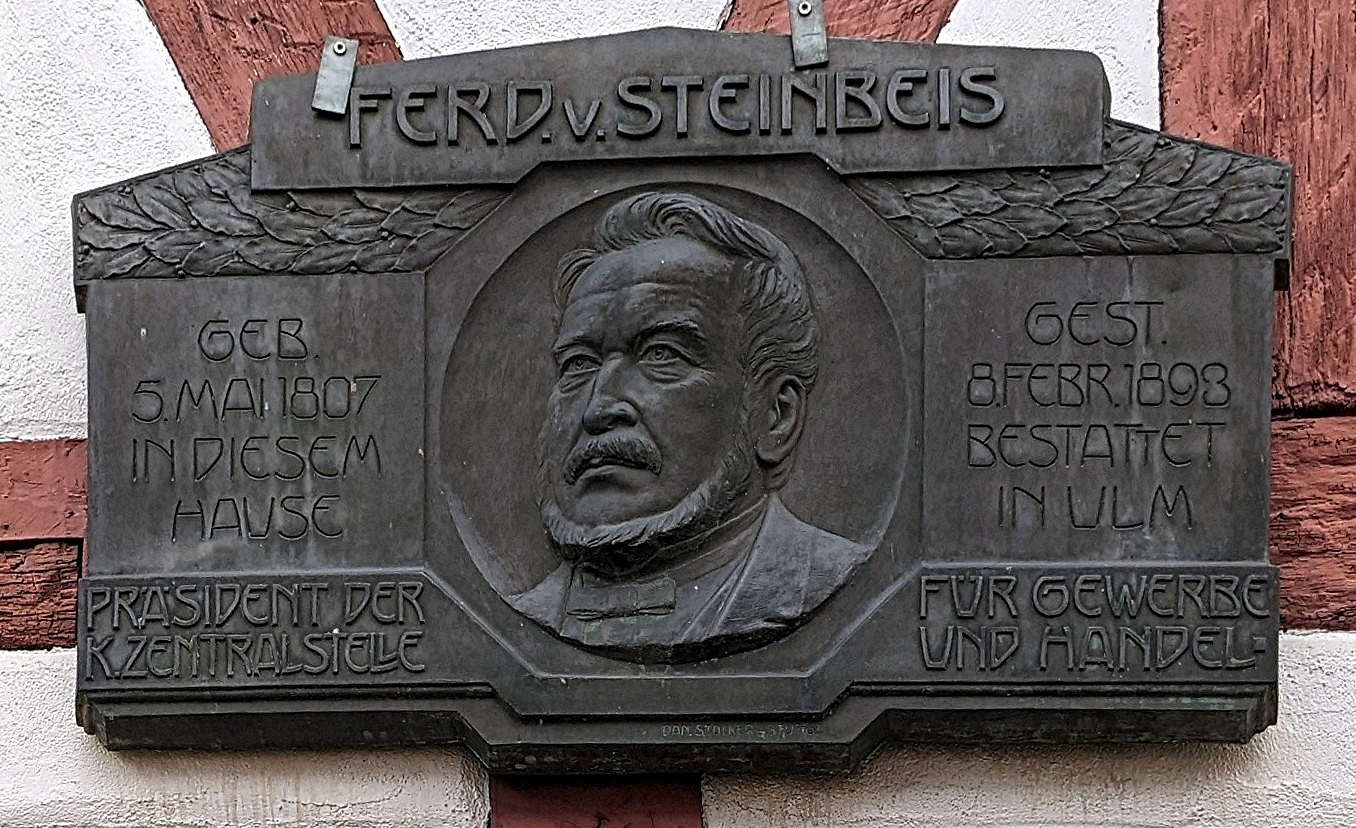
Gedenkrelief in Ölbronn

- 1855 Kommenturkreuz des Ordens der Württembergischen Krone, welches mit dem persönlichen Adelstitel verbunden war[5]
- 1867 Kommandeurskreuz 1. Klasse des Ordens vom Zähringer Löwen[6]
- 1871 Ehrenbürger von Ulm
- 1881 Ehrenbürger von Reutlingen
- 1867 Ehrenbürger von Blaubeuren
- 1879 Ehrenbürger von Vaihingen an der Enz
- Gedenkrelief am Geburtshaus in Ölbronn